# Distrito de Santa Rosa (Melgar)
El distrito de Santa Rosa es uno de los nueve que conforman la provincia de Melgar, ubicada en el departamento de Puno en el Sudeste del Perú.
Desde el punto de vista jerárquico de la Iglesia católica forma parte de la Prelatura de Ayaviri en la Arquidiócesis de Arequipa.

## Demografía
La población estimada en el año 2000 es de 6 555 habitantes.

## Historia
En 1925 se cambió el nombre de Provincia de santa rosa por el de Provincia de Melgar en honor del prócer Mariano Melgar Valdiviezo quien ofrendó su vida en aras de la independencia del Perú en la Batalla de Umachiri.
La capital del distrito fue elevada a categoría de villa el 8 de octubre de 1913, mediante Ley N.º 1834, promulgada en el gobierno del presidente Guillermo Billinghurst.

## Autoridades

### Municipales
SUB PREFECTO PROVINCIAL Lic. Jhon Barra Chipana
- 2019 - 2022[5]
  - ALCALDE: Raúl Mártires Ccama Hualpa, del Movimiento de Integración por el Desarrollo Regional (Mi Casita).
  - REGIDORES:

  1. Julio César Quispe Cornejo (Movimiento de Integración por el Desarrollo Regional (Mi Casita))
  2. Enrique Arizaca Flores (Movimiento de Integración por el Desarrollo Regional (Mi Casita))
  3. Verónica Chinchercoma Tapia (Movimiento de Integración por el Desarrollo Regional (Mi Casita))
  4. Felipe Huirse Ccansaya (Movimiento de Integración por el Desarrollo Regional (Mi Casita))
  5. Lourdes Nery Vásquez Huanca (Moral y Desarrollo)